# 130A busz (Pécs)
A pécsi 130A jelzésű autóbusz kiegészítő buszjárat volt Pécs belvárosa, Kertváros és Megyer városrészek között. 2022. november 16-ától 30Y jelzéssel közlekedik.
A járatnak a Főpályaudvar felé egy, Kertváros irányába pedig három indulása van.

## Útvonala
| Kertváros → Főpályaudvar | Főpályaudvar → Kertváros |
| --- | --- |
| Kertváros – Sztárai Mihály út – Nagy Imre út – Megyeri út – Móra Ferenc utca – Táncsics Mihály utca – Siklósi út – Árpád híd – Alsómalom utca – Ipar utca – Kálvin utca – Vasút utca – Főpályaudvar | Főpályaudvar – Vasút utca – Kálvin utca – Bajcsy-Zsilinszky utca – Nagy Lajos király útja – Alsómalom utca – Árpád híd – Siklósi út – Táncsics Mihály utca – Móra Ferenc utca – Megyeri út – Nagy Imre út – Sztárai Mihály út – Kertváros |

## Megállóhelyei
| 130A (Kertváros – Főpályaudvar) |                         |          | |                                                                 |
| Perc (↓)                        | Megállóhely             | Perc (↑) | Megállóhelyet érintő járatok | Létesítmények                                                   |
| 0                               | Kertváros végállomás    | 17       | 3, 3E, 6, 6E, 22, 23, 23Y, 24, 55, 61, 62, 103, 121, 130, 130A · Helyközi autóbuszok | Autóbusz-állomás, FEMA                                          |
| 2                               | Csontváry utca          | 15       | 1, 3, 3E, 6, 6E, 7, 7Y, 22, 23, 23Y, 24, 55, 60, 60A, 60Y, 61, 62, 73, 73Y, 103, 107E, 109E, 121, 130, 130A, 142 | Apáczai Csere János Nevelési Központ                            |
| 3                               | Várkonyi Nándor utca    | 13       | 1, 3, 3E, 6, 6E, 8, 33, 55, 60, 60A, 60Y, 103, 121, 130, 130A · Helyközi autóbuszok |                                                                 |
| ∫                               | Lahti utca              | 12       | 1, 3, 3E, 6, 6E, 8, 33, 55, 60, 60A, 60Y, 103, 121, 130, 130A · Helyközi autóbuszok |                                                                 |
| 5                               | Sarolta utca            | 11       | 1, 3, 3E, 55, 103, 130, 130A |                                                                 |
| 6                               | Nagy Imre út            | 10       | 1, 3, 3E, 55, 103, 130, 130A |                                                                 |
| 7                               | Vásártér                | 9        | 1, 55, 130, 130A | Vásártér, Pécs Plaza                                            |
| 8                               | Körber Hungária         | 8        | 130, 130A |                                                                 |
| 9                               | Szilva utca             | 7        | 130, 130A | Elcoteq                                                         |
| 10                              | Bimbó utca              | 6        | 130, 130A |                                                                 |
| 13                              | Bőrgyár                 | 5        | 3, 6, 7, 7Y, 8, 22, 23, 23Y, 24, 33, 41, 41Y, 42, 42Y, 43, 60, 60A, 60Y, 73, 73Y, 103, 130, 130A · Helyközi autóbuszok | Pécsi Bőrgyár                                                   |
| ∫                               | Autóbusz-állomás        | 4        | 3, 3E, 6, 6E, 7, 7Y, 8, 20, 21, 21A, 22, 23, 23Y, 24, 41, 41E, 41Y, 42, 42Y, 43, 60, 60A, 60Y, 73, 73Y, 103, 107E, 109E, 121, 130, 130A · Helyközi és távolsági autóbuszok                                                                                    | Távolsági autóbusz-állomás, Árkád, Vásárcsarnok                 |
| 15                              | Ipar utca               | ∫        | 3, 6, 8, 33, 60, 60Y, 103, 109E, 130, 130A |                                                                 |
| ∫                               | Vásárcsarnok            | 2        | 4, 4Y, 13, 13E, 13Y, 15, 15A, 30, 31, 32, 32Y, 33, 34Y, 35Y, 44, 46, 60, 60Y, 103, 104, 104A, 104E, 104Y, 109E, 130, 130A | Vásárcsarnok, Árkád, Távolsági autóbusz-állomás                 |
| 17                              | Főpályaudvar végállomás | 0        | 3, 3E, 4, 4Y, 6, 6E, 7, 7Y, 8, 13, 13E, 13Y, 14, 14Y, 15, 15A, 20, 30, 31, 32, 32Y, 33, 34, 34Y, 35, 35Y, 36, 37, 38, 38Y, 39, 40, 41, 41E, 41Y, 42, 42Y, 43, 44, 46, 47, 73, 73Y, 104, 104A, 104E, 104Y, 130, 130A, 140 · Helyközi autóbuszok · Főpályaudvar | Vasútállomás, MÁV Területi Igazgatósága, Helyi Autóbusz-állomás |